# 維謝爾卡
49°54′52″N 31°0′39″E / 49.91444°N 31.01083°E
維塞爾卡（烏克蘭語：Виселка）是位於烏克蘭北部的村莊，由基辅州奧布希夫區的勒日希夫市鎮負責管轄。該村面積0.56平方公里，海拔高度188米，2001年人口39，人口密度每平方公里69.5人。